# Nuevo Paso Novillo
Nuevo Paso Novillo är en ort i Mexiko.   Den ligger i kommunen Juan Rodríguez Clara och delstaten Veracruz, i den sydöstra delen av landet, 400 km öster om huvudstaden Mexico City. Nuevo Paso Novillo ligger 132 meter över havet och antalet invånare är 193.
Terrängen runt Nuevo Paso Novillo är platt. Runt Nuevo Paso Novillo är det ganska glesbefolkat, med 27 invånare per kvadratkilometer. Närmaste större samhälle är Juan Rodríguez Clara, 4,2 km nordväst om Nuevo Paso Novillo. Trakten runt Nuevo Paso Novillo består till största delen av jordbruksmark.